# The Ways of Yore

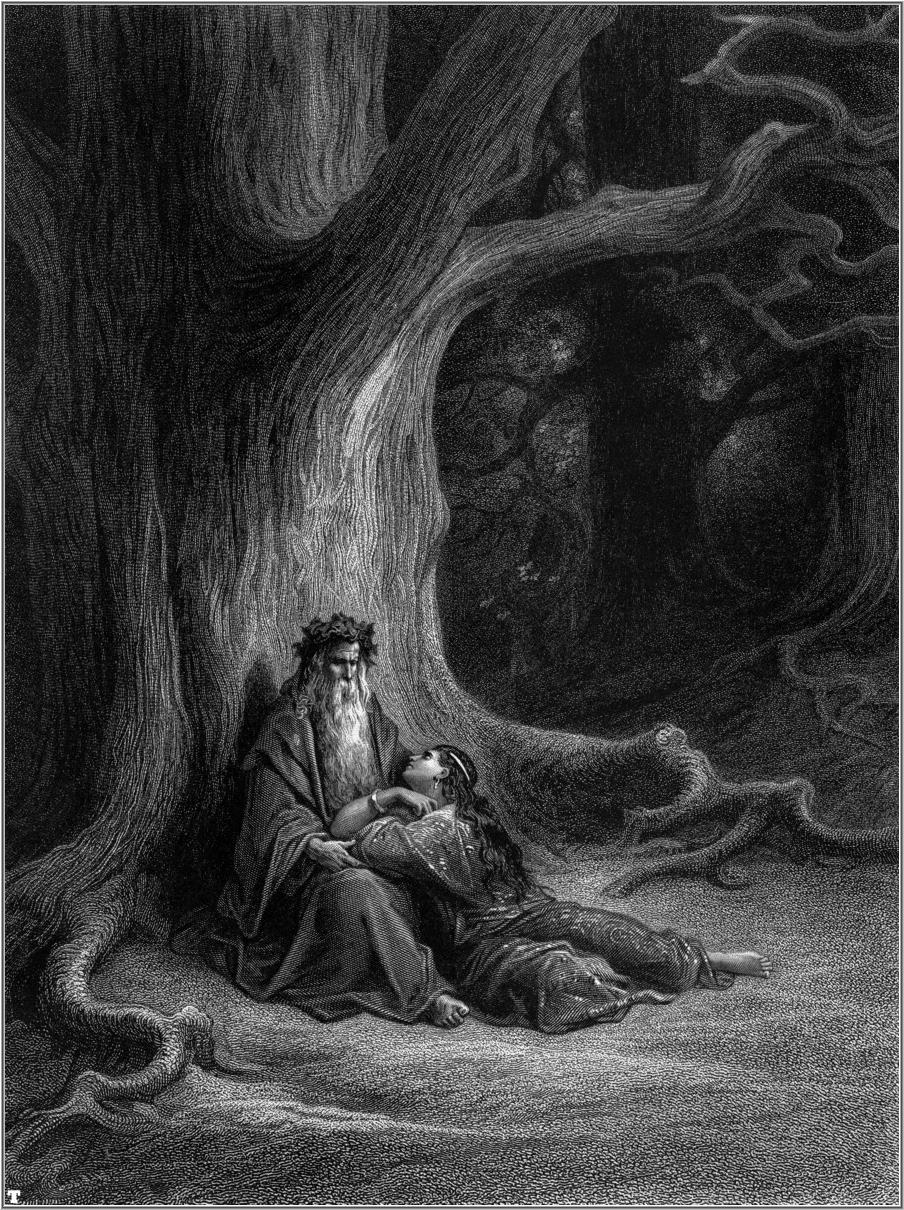
Merlino e Viviana di Gustave Doré, opera dalla quale è stata tratta la copertina dell'album

The Ways of Yore è l'undicesimo e penultimo album in studio della one man band black metal norvegese Burzum, pubblicato nel 2014 dalla Byelobog Productions.
La copertina del disco è presa da Merlino e Viviana, un'incisione del francese Gustave Doré per il poema di Alfred Tennyson Idilli del re.

## Tracce
Testi e musiche di Varg Vikernes.
1. God from the Machine – 1:40
2. The Portal – 2:19
3. Heill Odinn – 3:11
4. Lady in the Lake – 4:39
5. The Coming of Ettins – 4:36
6. The Reckoning of Man – 7:56
7. Heil Freyja – 1:56
8. The Ways of Yore – 6:11
9. Ek fellr (I Am Falling) ("Sto cadendo" in lingua norrena) – 2:54
10. Hall of the Fallen – 5:06
11. Autumn Leaves – 4:50
12. Emptiness – 13:13
13. To Hel and Back Again – 10:44

## Formazione
- Varg Vikernes – tutti gli strumenti, voce